# Odnosi Srbije i Svete Stolice
|               |        |
| Sveta Stolica | Srbija |

Odnosi Srbije i Svete Stolice bilateralni su između Srbije i Svete Stolice.
Sveta Stolica ima veleposlanstvo u Beogradu, a Srbija veleposlanstvo pri Svetoj Stolici u Rimu.

## Povijest
Nakon oslobađanje Srbije od turske vlasti tijekom 19. stoljeća u Srbiji se našao određeni broj katolika. Godine 1890. u Srbiji je živjelo 11.596 katolika. Katolicima je 9. rujna 1853. bilo zakonom priznato pravo postojanja u toj državi. Ubrzo su ustanovljene katoličke misije u Nišu, Beogradu, Majdanpeku i Kragujevcu. Knez Aleksandar Karađorđević istoga je dana potpisao drugi zakon kojim je uvelike ograničavao rad katoličkih svećenika. Krajem 1891. godine katoličkim je svećenicima bilo zabranjeno posjećivati vjernike izvan mjesta boravka svećenika. Od polovine 19. stoljeća, kao apostolski upravitelj Katoličke Crkve u Srbiji, bio je đakovački biskup Josip Juraj Strossmayer. Nakon toga je Sveta Stolica 1898. imenovala bosanskoga franjevca Ivana Vujičića za apostolskog upravitelja. Vujičić je uspio doći do Beograda gdje mu je vlast službeno priopćila da se može vratiti odakle je i došao. Istoga je dana napustio Beograd te je Katolička Crkva u Srbiji od tada bila pod izravnom upravom Kongregacije za širenje vjere.
Takvo je stanje bilo do potpisivanja konkordata između Svete Stolice i Srbije 24. lipnja 1914. godine. Time je predviđeno ustrojavanje Katoličke Crkve u Srbiji. Odluka je zbog izbijanja Prvoga svjetskog rata i nastanka nove države, Kraljevine Srba, Hrvata i Slovenaca, bila suspendirana  sve do 1924. godine kad je imenovan prvi beogradski nadbiskup.
Tajništvo za jedinstvo kršćana uoči 2. Vatikanskog sabora pozvalo je i Srpsku pravoslavnu Crkvu da pošalje svoje promatrače na Sabor. Tek nakon što su sve pravoslavne Crkve poslale svoje predstavnike, šalju na posljednje zasjedanje, dvojicu svojih profesora: rektora i profesora bogoslovije u Beogradu Dušana Kašica i profesora Lazara Milina. Nakon što je papa Ivan Pavao II. sazvao posebno zasjedanje Biskupske sinode u Rimu (1991.), pozvao je sve predstavnike pravoslavne Crkve da pošalju svoje bratske izaslanike, što su članovi Srpske pravoslavne Crkve odbili. Tek 1993. godine stiže dio delegacije koji su susreli s papom.

### Članci
- Perić, Ratko. 1994. Mučna Zadaća. Crkva u svijetu. Sveučilište u Splitu - Katolički bogoslovni fakultet. Split. 29 (3): 299–303
- Vukšić, Tomo. 2015. Pravni okvir djelovanja Katoličke Crkve i neki podaci o katolicima krajem 19. i početkom 20. stoljeća u Crnoj Gori, Srbiji, Hrvatskoj i Bosni i Hercegovini. Crkva u svijetu. Sveučilište u Splitu - Katolički bogoslovni fakultet. Split. 19 (2): 345–377